# ريال مدريد لكرة السلة ب
ريال مدريد لكرة السلة ب (بالإسبانية: Real Madrid Baloncesto B)‏ هو الفريق الاحتياطي لنادي ريال مدريد . يلعب الفريق حاليًا في دوري الدرجة الرابعة للهواة في إسبانيا، Liga EBA .

## تاريخ
تأسس الفريق الاحتياطي لنادي ريال مدريد في عام 1955، تحت اسم فيستا أليجري (بالإسبانية: CB Fiesta Alegre)‏ ، لكنه كان يلعب مباريات منذ عام 1931. كما عُرف فييستا أليجري لاحقًا باسم نادي هسبيريا (بالإسبانية: Club Hesperia)‏. بهذا الاسم لعب الفريق لمدة ثلاثة مواسم، في الدوري الوطني وهو الدوري الإسباني الدرجة الأولى، وفي نهائي كأس ملك إسبانيا. كان فريق هسبيريا هو الفريق الاحتياطي الوحيد الذي تمكن من اللعب في هذه المباريات. أنحل نادي هسبيريا في عام 1960.
في عام 1998، أعيد تأسيس الفريق، ومنذ ذلك الحين، واصل المنافسة، على الرغم من الانقطاع بين عامي 2003 و2006. في عام 2006، بدأ اللعب في دوري LEB 2 .

## معلومات عن الفريق
ملحوظة: تشير الأعلام إلى جنسية الاعب للمشاركة في الأحداث المعتمدة من قبل الاتحاد الدولي لكرة السلة . قد يحمل اللاعبون جنسيات أخرى غير تابعة للاتحاد الدولي لكرة السلة غير المعروضة.

## موسمًا بعد موسم

### نادي هسبيريا
| موسم    | قسم             | موقف.  | فوز - خسارة | كأس الملك     |
| ------- | --------------- | ------ | ----------- | ------------- |
| 1957–58 | الدوري الاسباني | السادس | 7-11        | المركز الخامس |
| 1958–59 | الدوري الاسباني | الثامن | 8-1-13      | نصف النهائي   |
| 1959–60 | الدوري الاسباني | الخامس | 14-1-7      |               |

### منذ إعادة تأسيس النادي في عام 1998
| 1998–99 | الدوري الاسباني الدرجة الثاثة  | الخامس               | 19–11                |                      |                      |
| 1999–00 | الدوري الاسباني الدرجة الثاثة  | السابع               | 14–12                |                      |                      |
| 2000–01 | الدوري الاسباني الدرجة الرابعة | الثالث               | 22–8                 |                      |                      |
| 2001–02 | الدوري الاسباني الدرجة الرابعة | الثالث               | 24–10                |                      |                      |
| 2002–03 | الدوري الاسباني الدرجة الرابعة | الرابع               | 20–10                |                      |                      |
| 2003–06 | لم يشارك في أي بطولة           | لم يشارك في أي بطولة | لم يشارك في أي بطولة | لم يشارك في أي بطولة | لم يشارك في أي بطولة |
| 2006–07 | الدوري الاسباني الدرجة الثاثة  | الثامن عشر           | 7–27                 |                      |                      |
| 2007–08 | الدوري الاسباني الدرجة الرابعة | السادس               | 19–16                |                      |                      |
| 2008–09 | الدوري الاسباني الدرجة الرابعة | الخامس عشر           | 9–21                 |                      |                      |
| 2009–10 | الدوري الاسباني الدرجة الثاثة  | السادس عشر           | 12–16                |                      |                      |
| 2010–11 | الدوري الاسباني الدرجة الرابعة | الوصيف               | 22–10                |                      |                      |
| 2011–12 | الدوري الاسباني الدرجة الرابعة | الرابع               | 24–6                 |                      |                      |
| 2012–13 | الدوري الاسباني الدرجة الرابعة | الخامس               | 17–11                |                      |                      |
| 2013–14 | الدوري الاسباني الدرجة الرابعة | الثالث               | 24–9                 |                      |                      |
| 2014–15 | الدوري الاسباني الدرجة الرابعة | البطل                | 22–7                 |                      |                      |
| 2015–16 | الدوري الاسباني الدرجة الرابعة | السادس               | 16–10                |                      |                      |
| 2016–17 | الدوري الاسباني الدرجة الرابعة | الثالث               | 23–7                 |                      |                      |
| 2017–18 | الدوري الاسباني الدرجة الرابعة | الرابع               | 23–7                 |                      |                      |
| 2018–19 | الدوري الاسباني الدرجة الرابعة | الوصيف               | 24–6                 |                      |                      |
| 2019–20 | الدوري الاسباني الدرجة الرابعة | الثالث               | 17–6                 |                      |                      |
| 2020–21 | الدوري الاسباني الدرجة الرابعة | البطل                | 16–2                 |                      |                      |
| 2021–22 | الدوري الاسباني الدرجة الرابعة | البطل                | 20–9                 |                      |                      |

1. ↑  على الرغم من هبوطه إلى Liga EBA، تمت دعوة النادي إلى LEB Plata بعد حل LEB Bronce.
2. ↑  انسحب لمواصلة اللعب في LEB Plata.
3. 1 2  أنسحب للعب المرحلة النهائية حيث أقيمت في نفس مواعيد نهائي الجيل القادم من اليوروليغ لكرة السلة

## لاعبين بارزين
- نيكولاس ريتشوتي
- لوكاس فيكتوريانو
- نيدجاد سينانوفيتش
- فيليبي دوس أنجوس
- كونستانتين كوستادينوف
- بويان بوغدانوفيتش
- أندريه ستاروستا
- هنري فيزار
- نيكوس باباس
- ماتيو سبانيولو
- دينو رادونيتش
- ماسيج لامب
- إيمانويل كاشي
- منصور كاسي
- لوكا دونتشيتش
- أوربان كلافزار
- بابلو أغيلار
- فيكتور أرتيغا
- جوناثان باريرو
- أنطونيو بوينو
- داني دييز
- عثمان جاروبا
- إدواردو هرنانديز سونسيكا
- ويلي هرنانجوميز
- إيناكي دي ميغيل
- نيكولا ميروتيتش
- خوان نونيز
- سانتياغو يوستا
- تريستان فوكتشيفيتش
- ميلوين بانتزار

## روابط خارجية
- موقع أكاديمية ريال مدريد بالونسيستو
- ريال مدريد ب على FEB.es